# Hartberg
Hartberg é uma cidade da Áustria, situada no distrito de Hartberg-Fürstenfeld, na estado da Estíria. Tem 21,58 km² de área e sua população em 2019 foi estimada em 6.687 habitantes.